# Gà Satsumadori
Gà Satsumadori (tiếng Nhật: 薩摩雞) là một giống gà có nguồn gốc từ tỉnh Kagoshima thuộc Nhật Bản, chúng lấy tên từ Satsuma là tên gọi cũ của tỉnh Kagoshima. Chúng là một giống gà chọi xuất hiện từ thời kỳ Edo (1603-1867). Hiện nay, chúng được Hiệp hội Gia cầm tiêu chuẩn Anh Quốc (British Poultry Standards) công nhận Vào năm 1943, giống gà được chính thức công nhận và bảo vệ theo Luật di sản của Bộ Văn Hóa Nhật Bản. Khi trò chọi gà bị cấm ở Nhật Bản, những con gà nặng cân hơn được lai tạo với mục đích lấy thịt. Ngày nay, giống gà được coi như là "giống gà thịt thanh thoát" và làm gà kiểng

## Đặc điểm
Chúng là giống gà tầm trung, trọng lượng gà trống khoảng 3,5 kg và gà mái khoảng 2,5 kg. Giống như gà Sumatra, gà Satsumadori có đầu nhỏ và mồng dâu ba khía. Mồng càng nhỏ càng tốt, giống như ở những con gà chọi. Mồng lớn không được chuộng vì dễ bị cắn. Tai màu đỏ. Chân màu vàng, trừ gà màu đen. Màu mắt vàng rực cũng được chuộng hơn. Đặc trưng của gà Satsumadori là mạnh mẽ, chân xoạc rộng, lưng dài và đuôi xòe. Lông phụng dài rộng cũng là một đặc điểm chính. Đuôi phải bó gọn lúc bình thường, nhưng khi gà trong trạng thái kích thích thì ngay lập tức đuôi xòe ra. Gà Satsumadori gốc có chân cao và thanh thoát, điều khiến chúng di chuyển rất nhanh.
Gà mái satsumadori nuôi con rất giỏi. Gà tăng trưởng chậm. Độ tăng trưởng chỉ ngừng vào năm thứ hai, đặc biệt là khi gà trống trưởng thành. Một nhà lai tạo hay trọng tài phải cân nhắc đến yếu tố này. Các nhà lai tạo phải đối mặt với những vấn đề nghiêm trọng như đồng huyết. Do vậy, họ lai xa gà Satsumadori với các giống gà khác và đó thường là những giống gà mang các đặc điểm trội rất khó loại bỏ như một trong những giống này là gà Kraienkoppe (gà Twente), cả hai trông khá giống nhau nhưng gà Kraienkoppe mang gien trội, do đó các đặc điểm điển hình của gà Satsumadori bị biến mất, những cá thể gà Satsumadori với màu sắc mới xuất hiện. 

## Màu lông
Màu sắc theo thuật ngữ của Nhật Bản khác xa so với châu Âu. Màu là đặc điểm phụ, nhất là với gà chọi. Họ gọi theo màu của lông cổ. Màu sắc cũng khác chút so với gà châu Âu mặc dù vẫn là những màu cơ bản 
- Shirozasa: nghĩa là "bờm trắng" hay "trắng ngực đen" (black breasted silver) và "bờm trắng" (silver hackled). Shiro có nghĩa là trắng và zasa (hay sasa) là lông cổ. Đây là gà chuối, nhưng gà mái hơi khác một chút với ngực xám.
- Akazasa: nghĩa là "bờm đỏ" hay "đỏ ngực đen" (black breasted red). Gà mái cũng không có ngực nâu, hơi khác so với ở gà điều
- Kinzasa: nghĩa là "bờm lửa" (golden hackled) hay "vàng ngực đen" (black breasted golden), đây là cũng là gà chuối lửa với cánh vàng (goldwing).
- Kizasa: nghĩa là "bờm vàng" (yellow hackled). Đây là gà chuối lửa với màu sẫm và cổ vàng.
- Shokoku: ám chỉ màu đen tuyền, gà ô. Mặc dù thuật ngữ để chỉ màu đen như kuro (chẳng hạn như giống gà Kurogashiwa).
- Taihaku: nghĩa là "thân trắng". Đây là gà nhạn.

## Lịch sử

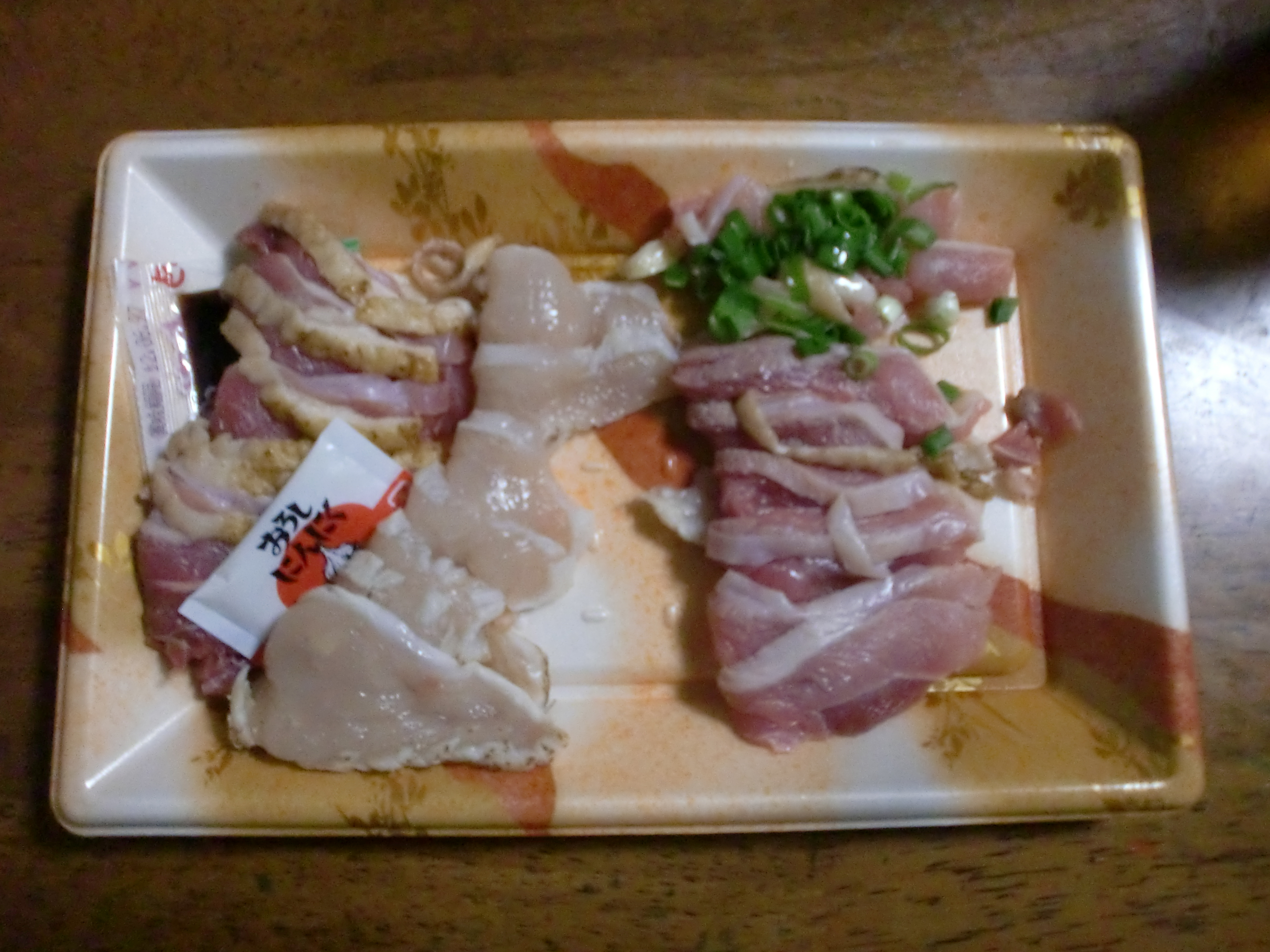
Một dĩa thịt gà sashimi Kagoshima

Vào thời phong kiến, giống gà được gọi là Ojidori (gà lớn). Tên gọi hiện tại (xuất hiện từ những năm 1920) đơn giản ám chỉ giống gà địa phương của tỉnh Satsuma. Đôi khi giống gà còn được gọi là gà chọi Kagoshima. Giống gà satsumadori được phát triển bằng việc pha máu giữa gà Shamo với gà Shoukoku và một số giống gà địa phương khác và là giống gà chọi thực sự thuộc nòi gà cựa. Những con gà chọi nhanh nhẹn này đá nhau bằng cựa sắt gắn vào hai chân. Người Nhật học hỏi lối chọi gà và sử dụng cựa dao (slasher) từ người Philippines.
Một thời gian sau giống gà được du nhập vào châu Âu nhờ dàn đuôi dài và hấp dẫn giống như gà Sumatra và gà Yokohama. Các nhà lai tạo Hà Lan và Bỉ, các nhà lai tạo Đức ưa chuộng giống gà này. Ngày nay, gà giống chất lượng rất khó kiếm ở Tây Âu. Ở Đức, giống gà phổ biến hơn. Thỉnh thoảng giống gà được khen ngợi trong các triển lãm. Số gà hiện đang ở Đức có lẽ bắt nguồn từ khoảng 14 cá thể được nhập khẩu từ miền Nam Nhật Bản từ những năm 1970. Sau đó một nhà lai tạo cá nhân có thể thành công trong việc nhập khẩu trứng (hay đem trứng ra khỏi Nhật Bản).